# هيلين ألما نيوتن تورنر
هيلين ألما نيوتن تورنر (بالإنجليزية: Helen Alma Newton Turner) هي إحصائية وعالمة وراثة أسترالية، ولدت في 15 مايو 1908 في سيدني في أستراليا، وتوفيت في 26 نوفمبر 1995.